# Нурда
Нурда́ (рос. Нурда, марій. Нурда) — присілок у складі Звениговського району Марій Ел, Росія. Входить до складу Шелангерського сільського поселення.

## Населення
Населення — 20 осіб (2010; 20 у 2002).
Національний склад (станом на 2002 рік):
- марі — 90 %